# 黑斯特倫巴赫河
46°46′09″N 8°40′13″E / 46.76929°N 8.67024°E

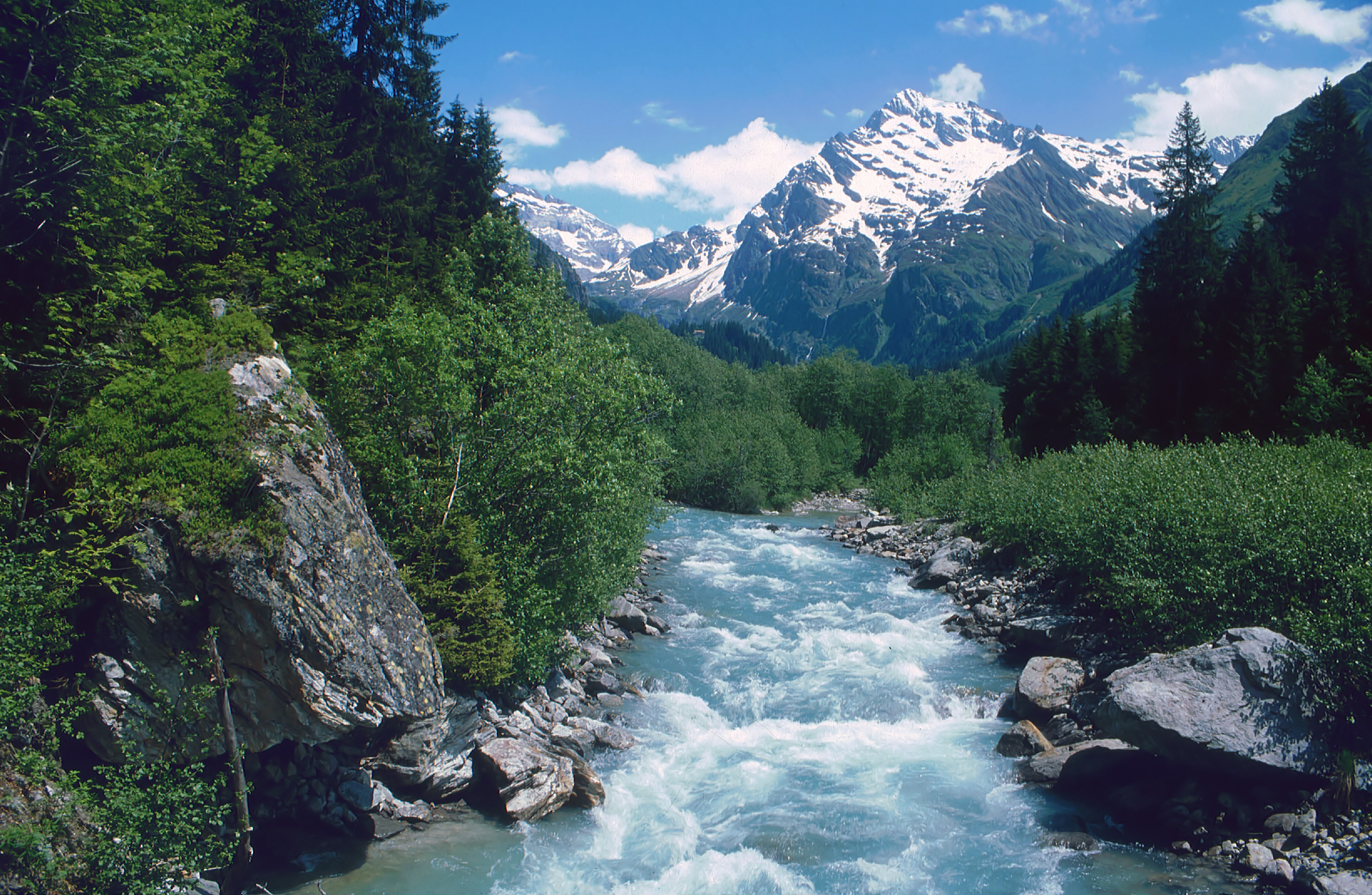

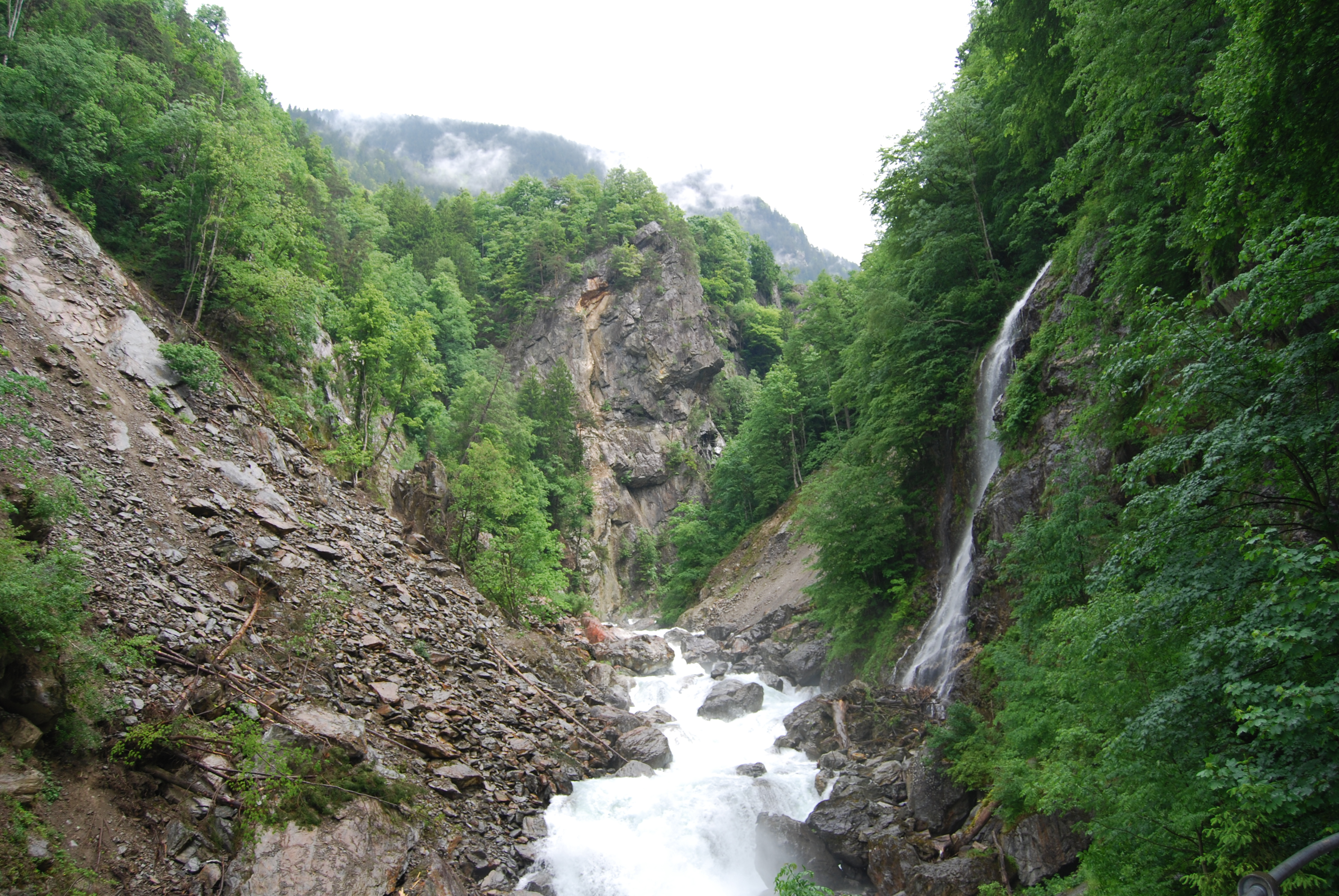

黑斯特倫巴赫河是瑞士的河流，位於該國中部，流經烏里州，屬於羅伊斯河的右支流，處於格拉魯斯山地區，河道全長11.8公里，流域面積116.7平方公里。